# Шкарин (хутор)
Шкарин — хутор в Бобровском районе Воронежской области России. Входит в состав Слободского сельского поселения.

## Название
По фамилии владельца земель и усадьбы Н. И. Шкарина.

## География
Расположен на равнинне, в пределах южной части Окско-Донской равнины:9, в юго — восточной части поселения, на пересечении автодорог регионального значения 20Н-16-2 и 20Н-17-2, примыкает к железной дороге, в 24 километрах к востоку от города Бобров.

### Улицы
- ул. Ленинградская,
- ул. Московская.

### Климат
Продолжительность периода со средней суточной температурой воздуха выше +5°С составляет 189—196 дней, сумма температур воздуха за период с температурой выше +10°С равна 2600—2800°С, продолжительность безморозного периода 227—233 дня. Сумма осадков
за теплый период времени составляет 230—270 мм, а в восточной части района — 235—310 мм. Среднее значение абсолютных максимумов температуры достигает +35°С и минимумов −29°С:10.

## История
Основан в XIX веке как владельческий хутор при землевладениях купцов Шкариных.
До революции 1917 года была усадьба Н. И. Шкарина.

## Население
| 2000 | 2005 | 2010 |
| ---- | ---- | ---- |
| 100  | ↗139 | ↗153 |

## Инфраструктура
Личное подсобное хозяйство с зоной сельскохозяйственного использования, индивидуальная застройка усадебного типа. Яблочный сад.
До революции действовали паровая мельница и конный завод.

## Транспорт
Хутор доступен автомобильным и железнодорожным транспортом.
Железнодорожная платформа 237 км Юго-Восточной железной дороги. Код — 582819.